# Sunapee
Sunapee és una població dels Estats Units a l'estat de Nou Hampshire. Segons el cens del 2000 tenia 3.055 habitants.

## Demografia
Segons el cens del 2000, Sunapee tenia 3.055 habitants, 1.294 habitatges, i 878 famílies. La densitat de població era de 55,8 habitants per km².
Dels 1.294 habitatges en un 28,2% hi vivien nens de menys de 18 anys, en un 56,8% hi vivien parelles casades, en un 7,8% dones solteres, i en un 32,1% no eren unitats familiars. En el 25,8% dels habitatges hi vivien persones soles el 8,7% de les quals corresponia a persones de 65 anys o més que vivien soles. El nombre mitjà de persones vivint en cada habitatge era de 2,36 i el nombre mitjà de persones que vivien en cada família era de 2,83.
Per edats la població es repartia de la següent manera: un 22,8% tenia menys de 18 anys, un 6,9% entre 18 i 24, un 25,9% entre 25 i 44, un 27,4% de 45 a 60 i un 17% 65 anys o més.
L'edat mediana era de 42 anys. Per cada 100 dones de 18 o més anys hi havia 98,4 homes.
La renda mediana per habitatge era de 49.353$ i la renda mediana per família de 55.909$. Els homes tenien una renda mediana de 40.720$ mentre que les dones 27.237$. La renda per capita de la població era de 29.184$. Entorn del 3,8% de les famílies i el 5,2% de la població estaven per davall del llindar de pobresa.